# (6292) 1986 QQ2
(6292) 1986 QQ2 (1986 QQ2, 1988 BD2) — астероїд головного поясу, відкритий 28 серпня 1986 року.
Тіссеранів параметр щодо Юпітера — 3,549.